# Nebwenenef
Nebwenenef ókori egyiptomi pap volt, Ámon főpapja II. Ramszesz fáraó uralkodása alatt. Korábban, I. Széthi alatt vagy még azelőtt Anhur és Hathor főpapjaként is szolgált. Thébai sírjában (TT157) ezenfelül több más címét is felsorolják: Ámon arany- és ezüstházának kincstárnoka; a magtár felügyelője; munkafelügyelő és Théba minden mesteremberének elöljárója; minden istenek összes prófétájának felügyelője délen egészen Heriheramonig, északon egészen Thiniszig; nemesember; isteni atya; az ég, a föld és a túlvilág titkainak őrzője; a látók legnagyobbika, a tiszta kezű Thébában; Észak- és Dél-Egyiptom prófétáinak felügyelője; a titkok felügyelője Dél Héliopoliszában [Théba].

## Családja
Sírjának egy felirata szerint apja Hathor főpapja volt, de neve nem maradt fenn. Nebwenenefnek egy lánytestvére ismert, Irietnofret, akit szintén ábrázolnak a sírban. Nebwenenef felesége Tahát volt, Ámon háremének elöljárója, Mut szisztrumjátékosa, Hathor háremének elöljárója, a hatalmas Ízisz énekesnője. Fiuk, Szemataui később Hathor főpapja lett, lányuk, Hathor pedig a denderai Hathor háremének elöljárója.

## Pályafutása
Mielőtt kinevezték volna Ámon főpapjává, Nebwenenef Hathor főpapja volt a denderai templomban és Anhur főpapja Thiniszben. II. Ramszesz uralkodásának első évében nevezték ki Ámon papságának élére, és Hathor főpapjaként fia, Szemataui követte. Egy felirat szerint ezt a pozíciót mindig az ő családjuk töltötte be.

## Sírja és halotti temploma
Sírjában (TT157) egy ábrázoláson Nebwenenefet egy legyezőhordozó kíséri, amikor Ámon-főpappá való kinevezésekor megjelenik a palotaablakban álló II. Ramszesz és Nofertari királyné előtt. A sírt 1970 óta a Pennsylvaniai Egyetem régészei ássák Dr. Lanny Bell vezetésével. 2002-ben a heidelbergi és a lipcsei egyetem is segít.
Nebwenenef egyike azon kevés közrendű embernek, akiknek engedték, hogy halotti templomot építsenek Thébában.